# 3. ŽNL Bjelovarsko-bilogorska 2008./09.
Ovaj članak je podtema članka: 7. rang HNL-a 2008./09.

3. ŽNL Bjelovarsko-bilogorska u sezoni 2008./09. je predstavljala treći stupanj županijske lige u Bjelovarsko-bilogorskoj županiji te ligu sedmog stupnja hrvatskog nogometnog prvenstva. 
 
Liga je igrana u dvije skupine: 
- Jug – 10 klubova, prvak "Mlinar" iz Gornjih Sređana
- Sjever – 10 klubova, prvak "Skok Skucani" iz Novih Skucana.

## Sustav natjecanja
U obje skupine je 10 klubova igralo dvokružnu ligu (18 kola). 

## Jug

### Ljestvica
| mj. | klub                           | ut. | pob. | ner. | por. | gol+ | gol- | bod |
| --- | ------------------------------ | --- | ---- | ---- | ---- | ---- | ---- | --- |
| 1.  | Mlinar Gornji Sređani          | 18  | 15   | 1    | 2    | 51   | 12   | 46  |
| 2.  | Tomislav Đulovac               | 18  | 13   | 1    | 4    | 75   | 34   | 40  |
| 3.  | Mladost-Nada Hrastovac         | 18  | 13   | 1    | 4    | 49   | 24   | 40  |
| 4.  | Bršljanica (Velika Bršljanica) | 18  | 9    | 4    | 5    | 51   | 31   | 31  |
| 5.  | Moslavina Velika Trnovitica    | 18  | 8    | 1    | 9    | 45   | 44   | 25  |
| 6.  | Dišnik                         | 18  | 7    | 3    | 8    | 50   | 41   | 24  |
| 7.  | Sokol Sokolovac                | 18  | 7    | 3    | 8    | 35   | 41   | 24  |
| 8.  | Vihor Kapelica                 | 18  | 4    | 2    | 12   | 26   | 69   | 14  |
| 9.  | Junak Veliki Pašijan           | 18  | 3    | 1    | 14   | 31   | 65   | 10  |
| 10. | Radnički Veliko Vukovje        | 18  | 2    | 1    | 15   | 14   | 66   | 7   |

### Rezultatska križaljka
| kratica | klub                           | BRŠ | DIŠ | JUN | MLAN | MIL | MOS | RAD | SOK | TOM | VIH |
| --- | ------------------------------ | --- | --- | --- | ---- | --- | --- | --- | --- | --- | --- |
| BRŠ | Bršljanica (Velika Bršljanica) |     |     |     |      |     |     |     |     |     |     |
| DIŠ | Dišnik                         |     |     |     |      |     |     |     |     |     |     |
| JUN | Junak Veliki Pašijan           |     |     |     |      |     |     |     |     |     |     |
| MLAN | Mladost-Nada Hrastovac         |     |     |     |      |     |     |     |     |     |     |
| MLI | Mlinar Gornji Sređani          |     |     |     |      |     |     |     |     |     |     |
| MOS | Moslavina Velika Trnovitica    |     |     |     |      |     |     |     |     |     |     |
| RAD | Radnički Veliko Vukovje        |     |     |     |      |     |     |     |     |     |     |
| SOK | Sokol Sokolovac                |     |     |     |      |     |     |     |     |     |     |
| TOM | Tomislav Đulovac               |     |     |     |      |     |     |     |     |     |     |
| VIH | Vihor Kapelica                 |     |     |     |      |     |     |     |     |     |     |
| |                                |     |     |     |      |     |     |     |     |     |     |
| podebljan rezultat - utakmice od 1. do 9. kola (1. utakmica između klubova) rezultat normalne debljine - utakmice od 10. do 18. kola (2. utakmica između klubova) rezultat nakošen - nije vidljiv redoslijed odigravanja međusobnih utakmica iz dostupnih izvora rezultat smanjen * - iz dostupnih izvora nije uočljiv domaćin susreta prekrižen rezultat - poništena ili brisana utakmica p - utakmica prekinuta 3:0 p.f. / 0:3 p.f. - rezultat 3:0 bez borbe n.i. - nije igrano |                                |     |     |     |      |     |     |     |     |     |     |

 Izvori: 

## Sjever

### Ljestvica
| mj. | klub                        | ut. | pob. | ner. | por. | gol+ | gol- | bod |
| --- | --------------------------- | --- | ---- | ---- | ---- | ---- | ---- | --- |
| 1.  | Skok Skucani (Novi Skucani) | 18  | 15   | 1    | 2    | 50   | 12   | 46  |
| 2.  | Zrinski (Zrinski Topolovac) | 18  | 12   | 2    | 4    | 54   | 28   | 38  |
| 3.  | Polet Narta                 | 18  | 10   | 4    | 4    | 43   | 26   | 34  |
| 4.  | TOSK Tuk                    | 18  | 9    | 3    | 6    | 46   | 26   | 30  |
| 5.  | Croatia Klokočevac          | 18  | 8    | 4    | 6    | 51   | 33   | 28  |
| 6.  | Galovac                     | 18  | 7    | 3    | 8    | 54   | 49   | 24  |
| 7.  | Hrvatski Sokol Podgorci     | 18  | 7    | 1    | 10   | 35   | 45   | 22  |
| 8.  | Moslavina Donja Petrička    | 18  | 4    | 4    | 10   | 18   | 34   | 16  |
| 9.  | Hajduk Lipovo Brdo          | 18  | 4    | 1    | 13   | 25   | 71   | 13  |
| 10. | Signal Obrovnica            | 18  | 2    | 1    | 15   | 23   | 75   | 7   |

### Rezultatska križaljka
| kratica | klub                        | CRO | GAL | HAJ | HRVS | MOS | POL | SIG | SKOK C | TOSK | ZRI |
| --- | --------------------------- | --- | --- | --- | ---- | --- | --- | --- | ------ | ---- | --- |
| CRO | Croatia Klokočevac          |     |     |     |      |     |     |     |        |      |     |
| GAL | Galovac                     |     |     |     |      |     |     |     |        |      |     |
| HAJ | Hajduk Lipovo Brdo          |     |     |     |      |     |     |     |        |      |     |
| HRVS | Hrvatski Sokol Podgorci     |     |     |     |      |     |     |     |        |      |     |
| MOS | Moslavina Donja Petrička    |     |     |     |      |     |     |     |        |      |     |
| POL | Polet Narta                 |     |     |     |      |     |     |     |        |      |     |
| SIG | Signal Obrovnica            |     |     |     |      |     |     |     |        |      |     |
| SKOK | Skok Skucani (Novi Skucani) |     |     |     |      |     |     |     |        |      |     |
| TOSK | TOSK Tuk                    |     |     |     |      |     |     |     |        |      |     |
| ZRI | Zrinski (Zrinski Topolovac) |     |     |     |      |     |     |     |        |      |     |
| |                             |     |     |     |      |     |     |     |        |      |     |
| podebljan rezultat - utakmice od 1. do 9. kola (1. utakmica između klubova) rezultat normalne debljine - utakmice od 10. do 18. kola (2. utakmica između klubova) rezultat nakošen - nije vidljiv redoslijed odigravanja međusobnih utakmica iz dostupnih izvora rezultat smanjen * - iz dostupnih izvora nije uočljiv domaćin susreta prekrižen rezultat - poništena ili brisana utakmica p - utakmica prekinuta 3:0 p.f. / 0:3 p.f. - rezultat 3:0 bez borbe n.i. - nije igrano |                             |     |     |     |      |     |     |     |        |      |     |

 Izvori: 

## Vanjske poveznice
- nsbbz.hr, Nogometni savez Bjelovarsko-bilogorske županije